# تد کورد
تد کورد (انگلیسی: Ted Curd؛ زادهٔ ۱۴ فوریهٔ ۲۰۰۶) بازیکن فوتبال اهل بریتانیا است.
وی همچنین در تیم‌های ملی فوتبال زیر ۱۶ سال انگلستان، زیر ۱۷ سال انگلستان، و زیر ۱۸ سال انگلستان بازی کرده است.